# 茨欣瓦利区

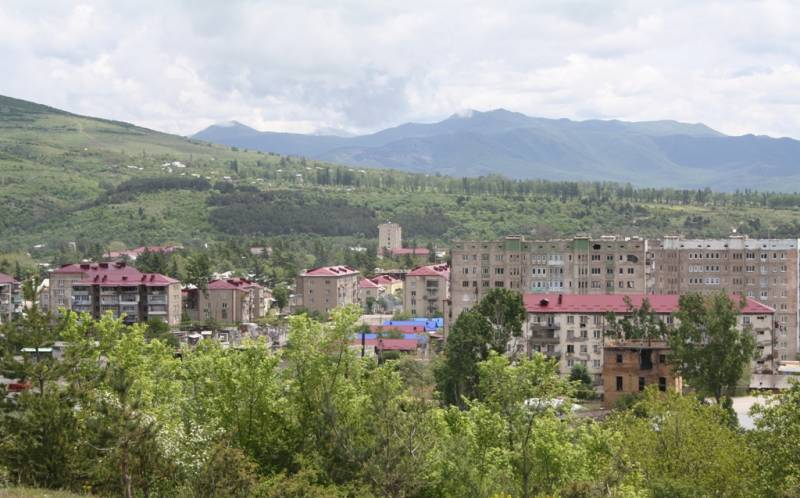
茨欣瓦利市

茨欣瓦利区在南奥塞梯的位置

茨欣瓦利区是南奥塞梯南部的一个区，行政中心为茨欣瓦利。该区面积为695平方公里，人口数量约为18,000人。该区包括大利亞赫維河谷的下半部（茨欣瓦利市所在处）和人口较少的小利亞赫維河谷及另一河谷（Mejuda）。